# Ischnomyia
Ischnomyia is een geslacht van Anthomyzidae. De wetenschappelijke naam van het geslacht werd voor het eerst geldig gepubliceerd in 1863 door Loew.

## Soorten
De volgende soorten zijn bij het geslacht ingedeeld:
- Ischnomyia albicosta (Walker, 1849)
- Ischnomyia barbarista (Roháþek, 2009)